# Superheroj
Superheroj ali superjunak je stereotipen izmišljen lik v pripovednih delih, ki poseduje nadnaravne moči in jih uporablja za pomoč ljudem v boju proti zlu. Takšen lik se tekom zgodbe po navadi spopada s skupino prav tako stereotipnih zlobnežev na čelu z njegovim smrtnim sovražnikom, ki je glavni antagonist zgodbe. Poleg nadnaravne moči je možno superheroja spoznati po kostumu, ki pogosto prikriva njegovo pravo identiteto.
Fikcija s superheroji v glavni vlogi je omejena skoraj izključno na ameriško kulturo. Prvi zametki so se pričeli pojavljati v začetku 20. stoletja v stripih (sama beseda »superheroj« je bila prvič uporabljena leta 1917), pravi zagon pa je dobila s pojavom Supermana v stripovski seriji Action Comics konec 1930. let. Superheroji so kmalu postali izjemno priljubljeni v ZDA; v 1940. letih se je okrog njih razvila cela zvrst fikcije in pojavljati so se pričeli tudi v drugih medijih - knjigah za otroke, radijskih in televizijskih serijah ter nekoliko kasneje v filmih.
V 1950. letih je arhetip superheroja počasi razvodenel in izgubil privlačnost zaradi ogromnega števila zgodb z zelo podobno zgradbo, ko je kazalo, da tu ne more nastati nič več izvirnega. Zvrst je ponovno oživela s serijo Fantastični štirje založbe Marvel Comics, ki je uvedla bolj realistične in s tem zanimivejše superheroje. V primerjavi z zgodnjimi superheroji so kasnejši pridobili več človeških lastnosti: postali so zmotljivi, izkazovali so čustva, nekatere pa je njihova moč celo pokvarila in so se spremenili v superzlobneže.